# Clementina Arderiu
Clementina Arderiu (Barcelona, 6 de julio de 1889-17 de febrero de 1976) fue una  poetisa española en lengua catalana, influida por Josep Carner y por Carles Riba  con quien se casó en 1916. Sus poemas tienden a una idealización de la vida cotidiana.

## Trayectoria
Clementina Arderiu i Saguela nació en una familia de plateros barceloneses. Estudió idiomas, música y piano, y llegó a aprender el oficio familiar.
En 1911 publicó su primer poema, y en 1916 su primer libro: Cançons i Elegies (Canciones y elegías). Ese mismo año se casó con el también poeta Carles Riba. En 1920 publicó el segundo libro de poemas, L'alta llibertat (1916-1920).
Su obra se incluye en el movimiento postsimbolista, nacido hacia 1915 como relevo del novecentismo. Fue incluida en la Antologia de poetes catalans d’avui de la revista «L'Avenç», en 1913.
Exiliada en Francia junto a su marido durante la guerra civil española, regresaron a Barcelona en 1943.
En la década de 1950 volvieron a viajar. De las estancias en Alemania e Inglaterra surgió el poemario Es decir (1958), que ganó los premios Ossa Menor (1958) y Lletra d'Or (1960).
Murió el 17 de febrero de 1976, a la edad de ochenta y siete años.

## Obra
La forma poética «más emblemática de su obra es la canción, mientras que la temática oscila entre el amor, un cierto sentimiento religioso y la feminidad». Su poesía, inicialmente inscrita en el movimiento noucentista , lo superó con la incorporación de elementos de la tradición catalana culta y popular, del simbolismo y de la vanguardia.

## Obras
De su obra -recopilada en tres ocasiones durante su vida-, pueden seleccionarse:
- Cançons i elegies, 1916
- L'alta llibertat, 1920
- Poemes, 1936
- Sempre i ara, 1946, premio Joaquim Folguera
- Poesies completes, 1952
- És a dir, 1968, con el cual ganó el premio Óssa Menor y el premio Lletra d'Or
- L’esperança encara, 1968

## Reconocimientos
- En 1938 ganó el Premio Joaquim Folguera con Siempre y ahora , publicado en 1946 y ampliado en la edición de 1952 de Poesías completas.[6]
- En 1958 obtuvo el premio Ossa Menor por Es decir.
- En 1960 el premio Lletra d'Or por el mismo poemario.